# Carlos Fino
Carlos Fino es un periodista internacional portugués, nacido en Lisboa en 1948. 
A principios de la década de los 70, Carlos Fino abandonó el país, perseguido por la PIDE, dirigiéndose a París. Más tarde se mudó a Bruselas y de ahí a Moscú, donde comenzó su carrera profesional, trabajando para la agencia soviética de noticias APN. Después de la Revolución de los Claveles, regresó temporalmente a Portugal, donde comenzó a trabajar para varios periódicos locales y para la Rádio e Televisão de Portugal. 
En 1975 volvió a Moscú como corresponsal. Mientras tanto comenzó a trabajar con la RTP donde ganó auge en su carrera.